# 布拉德·施莱格尔
布拉德·施莱格尔（英語：Brad Schlegel，1968年7月22日—），加拿大男子冰球运动员，场上位置是后卫。他曾代表加拿大参加1992年和1994年冬季奥林匹克运动会冰球比赛，获得二枚银牌。